# 刺叶锦鸡儿
刺叶锦鸡儿（学名：Caragana acanthophylla）为豆科锦鸡儿属下的一个种。

## 扩展阅读
- 維基物種上的相關：刺叶锦鸡儿